# 궁핍화
궁핍화(窮乏化, immiseration)란 자본주의 경제가 발전하고 자본축적이 점점 진행되어 감에 따라 노동자의 노동조건이나 생활 상태가 상대적으로나 절대적으로 악화하여 빈곤화하는 경향을 말한다. 여기서 말하는 상대적인 궁핍화란 상대적 임금, 즉 잉여가치와 비교한 임금의 비중이 점차로 감소되는 것을 의미하며, 절대적인 궁핍화란 실질임금의 저하나 또는 노동강화(예를 들면 노동시간의 연장이나 노동강도를 고도화하는 것)의 증진을 뜻한다. 어느 것이나 모두 마르크스 경제학이 주장하는 궁핍화 이론에 근거를 두고 있다.  자본주의 경제가 극대이윤추구(極大利潤追求)를 지도원리로 삼고 있음은 언급할 필요조차 없다. 그리고 자본주의 경제의 발전은 이 이윤을 동인(動因)으로 하는 자본의 축적과 집적(集積) 집중(集中)의 과정이다. 이와 같이 자본주의 경제가 진전함에 따라서 불변자본(생산수단의 가치)과 가변자본을 그 내용으로 하는 자본의 가치 구성에서는 전자에 한층 더 중점을 둔 변화가 출현한다. 또한 생산수단과 노동력의 기본적인 결합(結合)에 대해서도 상대적으로 적은 노동력만이 사용되는 관계의 변화가 나타나게 된다. 가변자본 부분의 상대적인 감소와 노동절약적인 투하자본의 진행은 당연히 잉여분의 노동력 인구를 끝없이 배출하여 산업예비군의 풀을 넘치게 한다. 또 한편 자본구성의 고도화는 노동의 생산성을 향상시켜 이윤율의 하락 경향을 생기게 하고, 이윤획득을 위하여 더 많은 자본축적과 과잉 노동인구의 출현에 박차를 가함으로 노동자계급에게는 상대적인 임금뿐만 아니라, 실질임금의 저락을 불가피하게 함과 동시에 자본에의 예속화도 한층 심화된다고 한다. 또한 유휴설비(遊休設備)나 만성적 실업(失業)이 출현하는 공황시의 일반적인 위기시대에는 궁핍화는 훨씬 강화되는 것이 필연적이다. 이상 기술한 바의 궁핍화 이론은 오늘날에 와서 이른바 ‘소득혁명’과 ‘경영자혁명’의 논의에 의해서 비판받고 있다. 제2차 대전 이후 미국을 위시하여 소득의 증가에 따른 저소득계층의 상대적 소득상승과 일부 소수 고액소득자의 소득감퇴 등의 현상이 나타나서 소득분배의 평준화가 일어나고 국민소득 중에서 차지하고 있는 임금, 봉급소득의 비중이 점차로 상승하게 되었다. 여기에는 노동조합의 공헌이 지대하지만 한편, 전후의 경험은 노동자계급의 빈곤화와는 아주 대조적인 양상을 띠고 있다. 또한 자본주의 경제를 맡고 있는 주역이 오늘날에도 반드시 자본가인 것은 아니고, 그 기능상으로도 오히려 샐러리맨 경영자에 의하여 운영되고 있다고 보는 것이 타당하기 때문에 이윤원칙과 축적원리에 입각한 궁핍화 이론은 현실성을 상실하고 있다고 말할 수 있다.

## 같이 보기
- 위기론
- 기술적 실업
- 임노동
- 임금노예